# A Dél-afrikai Köztársaság világörökségi helyszínei
A Dél-afrikai Köztársaság területéről eddig tízenkét helyszín került fel a világörökségi listára.
| | iSimangaliso Vízi Rezervátum |
| Felvétel: 1999 |                              |
| Természeti (VII)(IX)(X) |                              |
| Hivatkozás: 914, védett terület: 239 566 ha |                              |
| A vízi rezervátum (korábban Great St. Lucia Wetland Park néven ismert terület) Afrika legnagyobb és legváltozatosabb folyótorkolati vidéke. Az ország északkeleti részén fekvő 2500 négyzetkilométeres védett terület változatos felszínformákból és élőhelyekből áll. Megtalálhatók itt korallzátonyok, dűnékkel tagolt homokos tengerpartok, mocsarak és tórendszerek. A park központi része a 350 négyzetkilométeres St. Lucia-tó és az Hluhluwe-folyó mocsárvidéke. Jelentős területeket foglalnak el a füves térségek is ahol Afrika csaknem összes nagyvadja megfigyelhető, köztük az orrszarvú és a leopárd. A park védett élőhelyein látható Afrika legnagyobb krokodil-populációja és számos víziló is. A mocsaras térség, a kiterjedt nád-, és papirusztelepek több mint 400 madárfajnak, köztük pelikánoknak, kanalasgémeknek és halászsasoknak adnak otthont. A homokos partszakaszokon tengeri teknősök találnak élőhelyet, az erdős részeken majmok találhatók. A parton jelentős árapály jelenség figyelhető meg, az itt kialakult korallzátonyok a legdélebbiek között vannak a világon. |                              |

| | Sterkfontein, Swartkrans, Kromdraai őskori emberi lelőhelyei |
| Felvétel: 1999, kterjesztés: 2005 |                                                              |
| Kulturális (III)(VI) |                                                              |
| Hivatkozás: 915 |                                                              |
| Sterkfontein, Swartkrans, Kromdraai és a környékükön lévő barlangok a világ legjelentősebb ősember kutatási lelőhelyei közé tartoznak. A helyszín része még a Taung mészkőbánya is, ahol 1924-ben fedezték fel azt az Australopithecus africanus emberelődhöz tartozó maradványt, ami Taungi gyermek néven vált világhírűvé. Jelentős maradványok kerültek elő a Sterkfontein-barlangból is köztük az Australopithecus eddig ismert egyik legépebb koponyadarabja. A barlangokban olyan emberi tevékenységekre utaló nyomokat is találtak, amelyek megközelíthetőleg 3,6 millió évesek. A leletek bebizonyították, hogy az emberiség kialakulásának időtartama több mint 3 millió év volt (a tüzet 1,8 millió évvel ezelőtt kezdték használni) és jelentős mértékben hozzájárulnak az emberiség eredetének és evolúciójának meghatározásához. A feltárt fosszíliák segítségével a korai előemberek (főleg a Praeanthropus), felépítése és életmódja is tanulmányozható. |                                                              |

| | Robben-sziget |
| Felvétel: 1999 |               |
| Kulturális (III)(VI) |               |
| Hivatkozás: 916, védett terület: 475 ha |               |
| A Fokvárostól 11 kilométerre fekvő sziget alső lakosai a feltételezések szerint 1525-ben itt partra tett portugál hajósok voltak. A 17. és a 20. század között többféle célra használták, volt börtön, kórház és katonai bázis is. Megfordultak itt rabszolgák, dél-afrikai népek vezetői, hadifoglyok és a gyarmati, valamint apartheid rendszer ellen küzdők is. 1846 és 1931 között kórházként funkcionált, 1936-tól az ötvenes évekig a hadsereg tulajdonában volt mint kiképzőbázis, majd 1961-ben az apartheid rezsim politikai foglyok szigorított börtönévé alakíttatta át. A legismertebb politikai fogoly Nelson Mandela volt, aki két évtizeden keresztül raboskodott a szigeten. Az utolsó foglyok 1991-ben hagyták el a börtönt, ezután bezárták és 1996-ban múzeummá alakítottak át. A dél-afrikai parlament az épületegyüttest nemzeti műemlékké nyilvánította, a börtön a demokráciának és a szabadságnak az elnyomás és rasszizmus fölött aratott győzelmének szimbóluma lett. |               |

| | Maloti-Drakensberg Nemzeti Park |
| A Dél-afrikai Köztársaság és Lesotho közös világörökségi helyszíne |                                 |
| Felvétel: 2000, kiterjesztés: 2013 |                                 |
| Vegyes (I)(III)(VII)(X) |                                 |
| Hivatkozás: 985, védett terület: 249 313 ha, pufferzóna: 46 630 ha |                                 |
| Az uKhahlamba, más néven Drakensberg (Sárkány-hegy) Nemzeti Park a Dél-afrikai Köztársaság és Lesotho közös világörökségi helyszíne. A változatos felszíni formákat mutató táj két részre, egy kisebb északi és egy sokkal nagyobb déli területre osztható. A park jellegzetességei a mély völgyekkel tagolt bazalt és homokkőtömbök és a meredek sziklaszirtek. A talajerózió során barlangok és sziklaereszek alakultak ki, ezekben szan (busman) sziklaművészet alkotásaira bukkantak. Ez a Szaharától délre eső területek legjelentősebb sziklarajz-együttese. A legkorábbi rajzok több ezer évesek, a legkésőbbiek körülbelül háromszáz évvel ezelőtt készültek korábbi, évezredes festékrétegekre. A színes festmények a barlangok olyan részére kerültek, amelyeket feltételezhetően rituális célokra használtak. A területen még a 19. század elején is éltek vadászó-gyűjtögető csoportok. A nemzeti park növényzete három zónára oszlik, ezek a folyó völgyében és a hozzá tartozó szurdokrendszerben élő növények, valamint a hegyi lejtők és a magas fennsík növényzete. Ez a három zóna összesen mintegy 2100, köztük több védett növényfajnak ad otthont ezen kívül olyan ritka madárfajoknak is mint a fokföldi keselyű. |                                 |

| | Mapungubwe kultúrtáj |
| Felvétel: 2003, kisebb módosítás: 2014 |                      |
| Kulturális (II)(III)(IV)(V) |                      |
| Hivatkozás: 1099, védett terület: 28 168,66 ha, pufferzóna: 104 800 ha |                      |
| Mapungubwe Zimbabwe és Botswana közelében fekszik az ország északi határánál. Egy nyílt, szavannás térség a Limpopo és a Shashe folyó összefolyásánál. Az i. sz. 9. századtól itt alakult ki a kontinens egyik legnagyobb királysága, ami évszázadokon keresztül virágzott, majd egy 14. századi klímaváltozás miatt hanyatlani kezdett. Lakosai egy kifinomult kultúrához tartoztak, gazdag természeti erőforrásaikat Arábiával, Kínával és Indiával folytatott távolsági kereskedelem is hasznosították. Gazdaságuk alapja a földművelés (főleg gyapottermesztés) volt, ezen kívül elefántcsontot és érceket exportáltak, amiért kínai porcelánt, üveggyöngyöket és szőtteseket kaptak cserébe. A királyságot már 10. századi arab források is említik, központjában 5 000 ember élhetett. A területen 1933-ban kezdtek ásatásokat, a legjelentősebb leletek közé tartoznak a királysírok arany ékszerekkel, az egykori palota szinte érintetlen maradványai, a hozzá tartozó település romjai, valamint két korábbi város megmaradt részei. |                      |

| | A Cape Floral régió védett területe |
| Felvétel: 2004, kiterjesztés: 2015 |                                     |
| Természeti (IX)(X) |                                     |
| Hivatkozás: 1007, védett terület: 1 094 742 ha, pufferzóna: 798 514 ha |                                     |
| Kiterjedéséhez képest Afrika déli csücskén él (az esőerdőket is beleszámítva) a legtöbb növényfaj. A világörökségi helyszínhez tartozó Cape Floral régiót nyolc, összesen 5 530 négyzetkilométernyi védett terület alkotja. A régió Afrika területének fél ezreléke sincs, mégis megtalálható itt a kontinens növényfajainak 20 %-a. 6000 virágos növényének nagy része őshonos. A terület jellemző növényzettípusa a puha lombú vegetáció, amely képes volt alkalmazkodni a mediterrán típusú éghajlathoz és az időszakos tüzekhez is. A növények különböző stratégiákat alkalmaznak amelyek elősegítik a magok elszórását például termeszek segítségével, és a rovarok általi beporzással. A térség a világ növénydiverzitási központjainak egyikeként vált ismertté, a fajgazdagság titka a makro- és mikroélőhelyek váltakozása és sokfélesége. A talajtípusok a durva, homokos, savas, tápanyagszegény talajoktól a lúgos tengeri homokig és az alluviális talajokig terjednek. A térségben eddig több mint húszezer növényfajt azonosítottak, köztük sok endemikus és veszélyeztetett élőlényt is. |                                     |

| | Vredefort-kráter |
| Felvétel: 2005 |                  |
| Természeti (VIII) |                  |
| Hivatkozás: 1162, védett terület: 30 000 ha |                  |
| A Johannesburgtól körülbelül 120 kilométerre található megközelítőleg 2 milliárd éve keletkezett Vredefort-kráter a világ legnagyobb és legrégebbinek tartott meteorbecsapódás okozta krátere. A meteorit méretét nehéz meghatározni, de 10 km átmérőjűre becsülik, ami ütközéskor és 40 km mély és 100 km széles mélyedést robbantott ki, ami nem sokkal később összeomlott. A levegőből is jól látható félkör alakú képződmény falát az ütközéskor kiszakadó anyag hozta létre. Vredefort különösen fontos helyszíne a hasonló jelenségek tanulmányozásának, mivel a viharok és az erózió idővel elegyengeti a terepet, ezért az ilyen kráterek felismerése nehézkes. Az 1990-es évekig a Vredefort-krátert is egy vulkánkitörés nyomának hitték, de olyan, csak mélyebben húzódó rétegekben lévő anyagokat is találtak a felszínhez közel, ami becsapódásra utal. A területen nagy mennyiségben találhatók jó minőségű ásványi anyagok és ez a platinacsoporthoz tartozó nemesfémek leggazdagabb lelőhelye. |                  |

| | A Richtersveld botanikai és kultúrtáj |
| Felvétel: 2007 |                                       |
| Kulturális (IV)(V) |                                       |
| Hivatkozás: 1265, védett terület: 160 000 ha, pufferzóna: 398 425 ha |                                       |
| Az 1600 négyzetkilométer kiterjedésű kultúrtáj az ország északnyugati részén, a namíbiai határ közelében terül el. Ez látványos hegyes, sivatagos vidék jellegzetes pozsgásokkal tarkított növényzetével az utolsó olyan terület a kontinens déli részén, ahol a nama törzs tagjai még ma is félnomád módon élhetnek. A térség elszigeteltsége ellenére folytatni tudták kétezer éves életmódjukat, amely az évszakok változásával a különböző legelőterületekre való vándorlással járt. A vetésforgóra emlékeztető tradicionális legeltetési szokásnak köszönhetően a helyi vegetáció nem szenved komolyabb károkat és az ökoszisztéma egyensúlya is fennmarad. A namák hordozható kupolás kunyhókban laknak, amelyeket gyékénnyel fednek le. A táborhelyeket közös megegyezéssel osztják el a családok között. Kultúrájuk szájhagyomány útján terjed, történeteikbe belefoglalják az egyes helyszínekkel és tájelemekkel kapcsolatos elképzeléseiket. |                                       |

| | Khomani kultúrtáj |
| Felvétel: 2017 |                   |
| Kulturális (V)(VI) |                   |
| Hivatkozás: 1545, védett terület: 959 100 ha |                   |
| A Khomani kultúrtáj az ország északi részén a botswanai és a namíbiai határ közelében fekszik. Területe megegyezik a Kalahári Antilop Nemzeti Park védett övezetével. A nagy kiterjedésű homokos térségekben emberi megtelepedés nyomait tárták fel a kőkorszaktól napjainkig. Az előkerült maradványok egyes korábban nomád szan népcsoportokhoz köthetők és megmutatják azokat a stratégiákat, amelyek segítségével alkalmazkodni tudtak a sivatagi környezethez. Az idők folyamán botanikai ismereteket halmoztak fel, felismerték környezetük földrajzi jellemzőit és kialakultak kulturális szokásaik. A kultúrtájon nyomon követhető az évezredeken keresztül itt élő népek életmódja és hatásuk az őket körülvevő környezetre. |                   |

| | Makhonjwa-hegység |
| Felvétel: 2018 |                   |
| Természeti (VIII) |                   |
| Hivatkozás: 1575, védett terület: 113 137 ha |                   |
| Az ország északkeleti részén Szváziföld határánál fekvő hegység megközelítőleg 120 kilométer hosszú és 30 kilométer széles, ebből a helyszínhez 113 137 hektár tartozik. Ezen belül négy rezervátumot jelöltek ki, valamint kisebb, legeltetésre és fatermesztésre alkalmas területeket. A hegység főleg arról nevezetes, hogy itt találhatók a legrégebbi ismert, az Archaikum földtörténeti korból származó legjobb állapotban megmaradt kőzetek, így a helyszínen lehetővé vált a kéregképződés folyamatának tanulmányozása. A gránitréteg és későbbi üledékes rétegek alatt fekvő kőzetet elkerülte a szubdukció valamint az erózió és körülbelül 340 millió évnyi földtörténeti korról nyújt információkat. Nyomon követhetők benne az akkori óceánok, a légkör kémiai jellemzői és a bioszféra kialakulásának folyamata. A helyszín jó állapotban van nem fenyegeti komolyabb emberi tevékenység, bányászat, nagyobb települések kialakulása vagy iparosítás. |                   |

| | Nelson Mandela örökségének helyszínei |
| 2024 |                                       |
| Kulturális (VI) |                                       |
| Védett terület: 42,04 ha, puffer zóna: 300,12 ha, hivatkozás: 1676 |                                       |
| A tizennégy részből álló világörökségi helyszín az emberi jogokért, a felszabadulásért és a megbékélésért folytatott dél-afrikai harc örökségét mutatja be. Az ország területén szétszórtan található építmények mind a Dél-afrikai Köztársaság 20. századi politikatörténetéhez kapcsolódnak. Közéjük tartozik többek között a kormány székhelye Pretoriában, a Sharpeville-i mészárlás helyszíne ahol 69, a faji szegregáció ellen tiltakozó tüntetőt öltek meg a rendőrök, és a "Nagy palota", a tradicionális törzsi vezetés szimbolikus helye, ahol Nelson Mandela ifjúságának egy részét töltötte. A helyek mind az apartheid rendszer elleni hosszú küzdelmet, egy nem faji alapokon nyugvó hitrendszer meglétét szimbolizálják, valamint Mandela szerepét a megbékélés folyamatában. |                                       |

| | Dél-Afrika pleisztocén kori lelőhelyei |
| 2024 |                                        |
| Kulturális (III)(IV)(V) |                                        |
| Védett terület: 57,4 ha, puffer zóna: 965,5 ha, hivatkozás: 1723 |                                        |
| A több részből álló helyszínen talált maradványok segítenek megérteni a viselkedésileg modern ember kialakulásának folyamatát, kognitív készségeiket, kultúrájukat és környezetük éghajlatváltozásait amihez alkalmazkodniuk kellett. Három régészeti lelőhely tartozik hozzá Nyugat-Fokföld és KwaZulu-Natal tartományokban, ezek a Diepkloof sziklamenedék, a Pinnacle Point lelőhely és a Sibhudu-barlang. A lelőhelyeken egészen 162 000 évre visszamenőleg tárták fel a legváltozatosabb és legjobban megőrződött emlékeket a modern emberi viselkedés fejlődéséről. Az itt élők elvont gondolkodásának és az általuk alkalmazott fejlett technológiának bizonyítékai az okker használata, a vésett ábrázolások, a díszített gyöngyök és tojáshéjak, a fegyverek, a szerszámkészítési módszerek és a mikrolitok. |                                        |